# Ravine Poisson
Ravine Poisson es una localidad de Santa Lucía, que forma parte del distrito de Castries.